# Sparśa
Sparśa (sanskrit en devanāgarī : स्पर्श ; pâli : Phassa ; japonais : soku), est un terme, qui sous sa forme sanskrite, signifie « toucher » ou « contact ». Ce terme est aussi un concept de la philosophie indienne.

## Dans le Sāṃkhya
Dans le système philosophie du Sāṃkhya, le toucher (sparśa) est l'objet de perception (tanmātra) associé à l'organe des sens (jñānendriya) appelé la peau (tvak). Cet élément rudimentaire subtil est produit par l'organe interne désigné par ahaṃkāra et est la cause productrice du mahābhūta vāyu (Air).

### Table de correspondance
Cette table met en correspondance quinze principes (tattva) qui participent de la cosmologie et de la constitution de l'homme selon la philosophie du Sāṃkhya. Les jñānendriya sont en correspondance avec les tanmātra, mais non directement avec les mahābhūta. Ces derniers sont produits par les tanmātra.
| Organe de connaissance (jñānendriya) | Objet de perception (tanmātra) | Élément grossier (mahābhūta) |
| ------------------------------------ | ------------------------------ | ---------------------------- |
| śrotra (oreille)                     | śabda (son)                    | ākāśa (espace ou éther)      |
| tvak (peau)                          | sparśa (toucher ou contact)    | vāyu (air)                   |
| cakṣus (œil)                         | rūpa (forme)                   | tejas (feu)                  |
| jihvā (langue)                       | rasa (goût ou saveur)          | ap (eau)                     |
| ghrāṇa (nez)                         | gandha (odeur)                 | pṛthivī (terre)              |

## Dans le bouddhisme
le contact, est étudié dans le bouddhisme comme la réunion de trois dhatu, éléments : par exemple la vue, l'œil et la lumière.  
- Dans la coproduction conditionnée, sparśa est conditionné par les bases sensorielles, sadayatana, et conditionne à son tour la sensation, vedana. Mais les bases sensorielles ne sont pas la seule cause de sparśa.
- Le contact est l'un des facteurs qui, réunis, sont appelés esprit : voir namarupa.